# Mormodes ramirezii
Mormodes ramirezii är en orkidéart som beskrevs av S.Rosillo. Mormodes ramirezii ingår i släktet Mormodes och familjen orkidéer. Inga underarter finns listade i Catalogue of Life.